# She'eb
Pour le district, voir She'eb (district).
She'eb est une ville en Érythrée, capitale du district du même nom.